# Agrostophyllum rigidifolium
Agrostophyllum rigidifolium är en orkidéart som beskrevs av Henry Nicholas Ridley. Agrostophyllum rigidifolium ingår i släktet Agrostophyllum och familjen orkidéer. Inga underarter finns listade i Catalogue of Life.